# Herbert Pirker

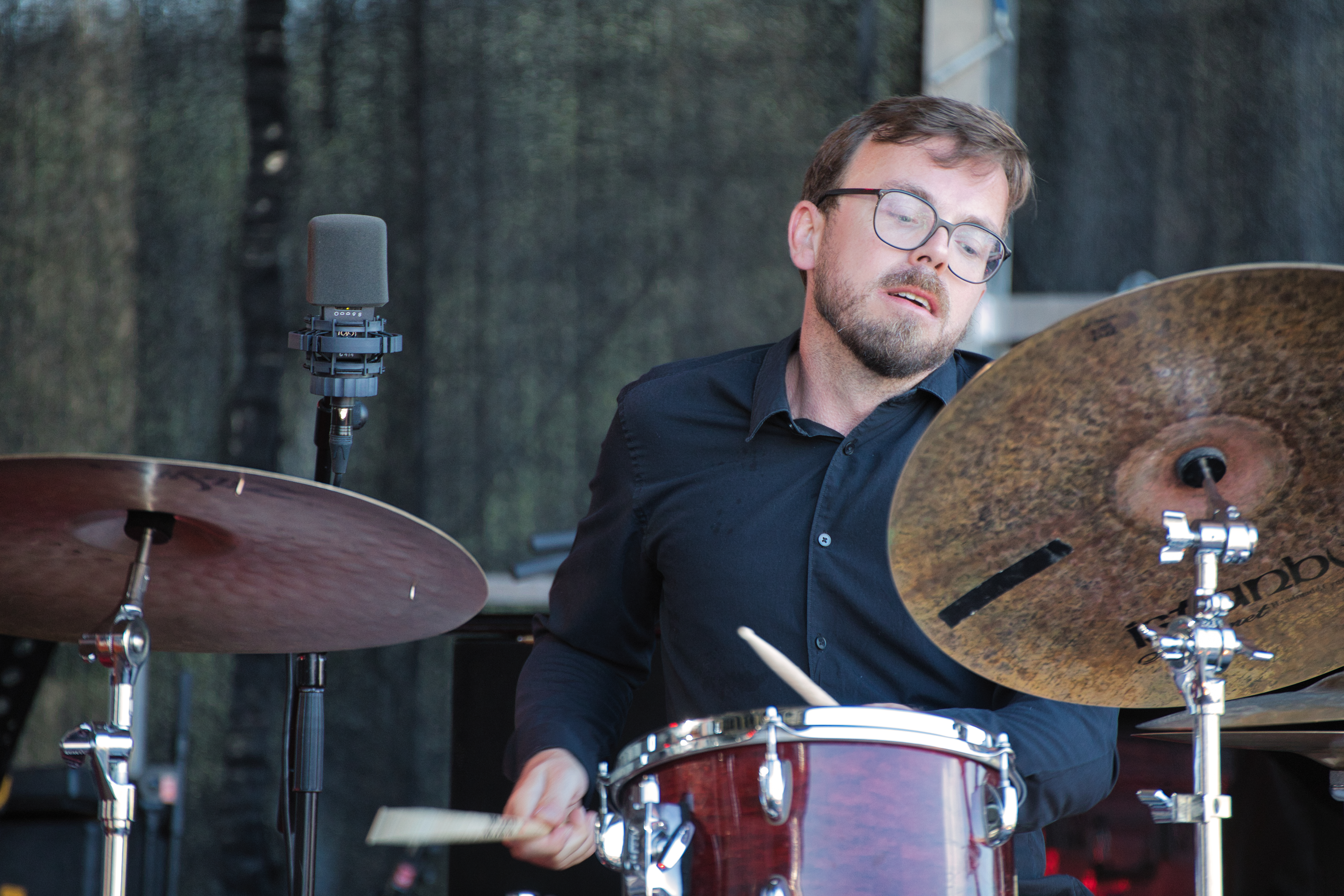
Herbert Pirker auf dem INNtöne Jazzfestival (2022)

Herbert Pirker (* 1981 in Mooskirchen) ist ein österreichischer Jazzmusiker (Schlagzeug, Komposition).

## Leben und Wirken
Pirker wuchs in der Steiermark auf. Bereits sechsjährig begann er zu trommeln. 1999 zog er nach Wien, wo er am Konservatorium der Stadt Wien bei Walter Grassmann bis 2004 studierte.
Anschließend bildete Pirker Trio mit Max Nagl und Clemens Wenger und gehörte zu den Gruppen Kelomat (mit Wolfgang Schiftner und Bernd Satzinger), Falb Fiction und Weisse Wände. Weiterhin trat er mit Musikern wie Zeena Parkins, Wolfgang Mitterer, Louis Sclavis, Wolfgang Puschnig, Jack Walrath, Klaus Dickbauer, Otto Lechner und Kurt Ostbahn auf. Seit 2011 ist er Mitglied von Mario Roms Interzone; auch gehört er zum Trio von David Helbock sowie 2023 zu seinem Quintett Austrian Syndicate (gleichnamiges Album 2023) und zu Lukas Kranzelbinders Shake Stew. Mit dem Gitarristen Alex Machacek und dem Bassisten Raphael Preuschl bildet er FAT – Fabulous Austrian Trio.
Pirker unterrichtete zudem seit 2008 als Lehrbeauftragter an der Anton Bruckner Privatuniversität Linz, wo er seit dem Wintersemester 2024/25 als Professor für Jazz-Schlagzeug wirkt.

## Auszeichnungen
Pirker erhielt 2003 (mit dem Martin Reiter Trio) und 2004 (mit Kelomat) den Austrian Young Lions Award. 2007 wurde er mit der Jazzwerkstatt Wien in der Kategorie „Newcomer“ mit dem Hans-Koller-Preis ausgezeichnet.

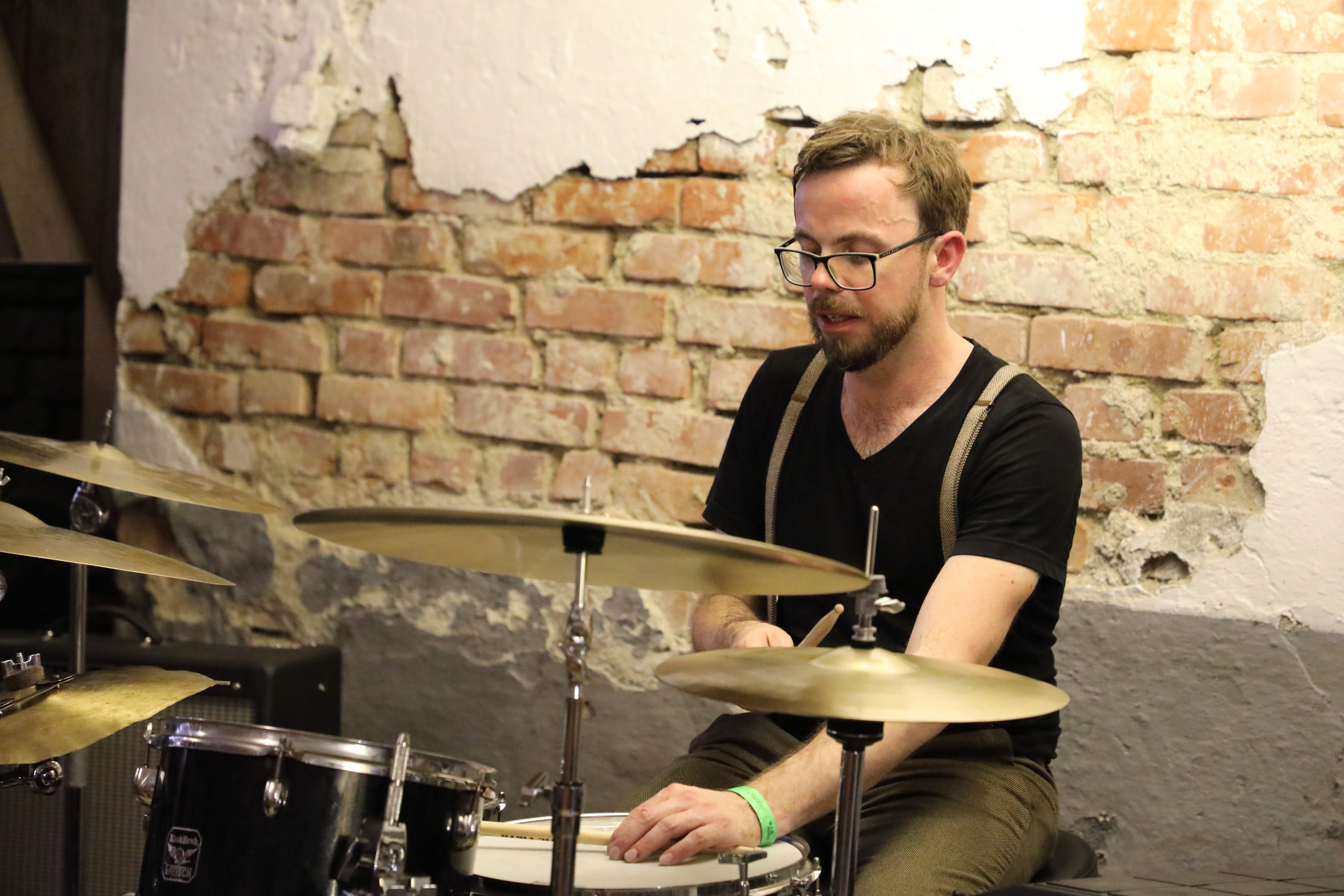
Herbert Pirker (mit FAT 2019)

## Diskografische Hinweise
- Max Nagl / Clemens Wenger / Herbert Pirker Market Rasen (Handsemmel Records; 2006)
- Alex Machacek, Raphael Preuschl, Herbert Pirker FAT (Abstract Logix; 2012)
- David Helbock Trio Aural Colors. (Traumton Records; 2015, mit Raphael Preuschl)
- FAT Fabulous Austrian Trio: (Living the Dream) (Abstract Logix; 2015)
- Mario Rom’s Interzone: Truth Is Simple to Consume. (2017, mit Lukas Kranzelbinder)
- Lucas Cantor, Herbert Pirker: Space Hustle (ListenHearNow; 2021; EP)
- Shake Stew: Lila (Traumton Records; 2023)